# Комиссаров, Владимир Сергеевич
Владимир Сергеевич Комиссаров (29 марта 1953, Васильевка, Фрунзенская область — 11 июля 2017, там же) — советский и российский юрист, специалист по советскому и российскому уголовному праву и проблемам преступлений против общественной безопасности; выпускник юридического факультета МГУ (1978), доктор юридических наук с диссертацией о преступлениях, нарушающих правила безопасности (1997), профессор и заведующий кафедрой уголовного права и криминологии юридического факультета МГУ (2000—2017); иностранный член Национальной академии правовых наук Украины (2012) и почётный работник высшего профессионального образования РФ (2005).

## Биография
Родился 29 марта 1953 года в селе Васильевка (ныне — Аламудунский район Чуйской области) Киргизии.
В 1978 году окончил Юридический факультет МГУ (с отличием). Через несколько лет поступил в аспирантуру МГУ; в 1984 году защитил кандидатскую диссертацию, выполненную под научным руководством профессора Германа Кригера. В том же году Комиссаров начал работать на факультете — занял позицию преподавателя.
В июне 2000 года Владимир Комиссаров стал заведующим кафедрой уголовного права и криминологии юрфака МГУ: с 2001 году, ежегодно в конце мая, на кафедре стали проводиться международные научно-практические конференции. В мае 2006 года серия конференций, собиравшая около трёх сотен участников из стран бывшего СССР, была преобразована в «Российский конгресс уголовного права»; Комиссаров стал его президентом. В 2009 году он стал вице-президентом Международного форума по проблемам преступности и уголовного права в эпоху глобализации, проводящегося в Китае. В 2012 году он стал иностранным членом Национальной академии правовых наук Украины. В 2014 году был избран членом совета директоров Международной ассоциации уголовного права.
Под руководством Комиссарова на кафедре МГУ были созданы два новых центра: «Научно-образовательный центр по сравнительному и международному уголовному праву им. Н. Ф. Кузнецовой» и «Научно-образовательный центр „Проблемы уголовно-исполнительного права“ им. Ю. М. Ткачевского». В 2005 году получил звание «Почетный работник высшего профессионального образования Российской Федерации»; за год до этого стал «Передовым работником образования Монголии». В 2000 году стал председателем секции уголовного права и криминологии, действовавшей при Учебно-методическом объединении по юридическому образованию ВУЗов России.
Комиссаров являлся членом рабочей группы по разработке Уголовного кодекса Российской Федерации, принятого в 1996 году — в дальнейшем неоднократно критиковал последующие изменения в УК РФ. С 1993 года являлся членом научно-консультационного совета при Верховном суде РФ; в 2008 году вошёл в научно-экспертный совет при Следственном комитете России. С 2004 года Комиссаров являлся членом экспертного совета ВАКа, а с 1999 — экспертного совета Госдумы. Он также участвовал в работе научно-экспертного совета, созданного при Совете Федерации РФ. В 2015 году получил юбилейную медаль «20 лет Конституции Казахстана».
Скончался 11 июля 2017 года в родном селе, где был похоронен 12 июля.

## Работы
Владимир Комиссаров являлся автором и соавтором более 160 научных работ; под его научным руководством были защищены пятнадцать кандидатских и пять докторских диссертаций по юриспруденции:
- «Уголовное право России. Особенная часть» (соавт., 1995)
- «Терроризм, бандитизм, захват заложника и другие тяжкие преступления против безопасности общества» (1997)
- «Учение о наказании в уголовном праве России» (соавт., 2011)
- «Полный курс уголовного права. В 5-и т.» (соавт., 2007)
- «Уголовное право. Общая часть» (2003)
- «Уголовное право Азербайджанской Республики. Общая часть: в схемах и определениях» (2011)
- «Уголовное право в вопросах и ответах» (соавт., 2011)
- «Уголовное право РФ. В 2-х ч.» (соавт., 2012—2013)
- «Уголовное право Армении и России. Общая и Особенная части» (2014)
- «Криминалистическое изучение личности» (соавт., 2016).